# أتمل أيه في آر

العديد من متحكمات إيفي آر القديمة

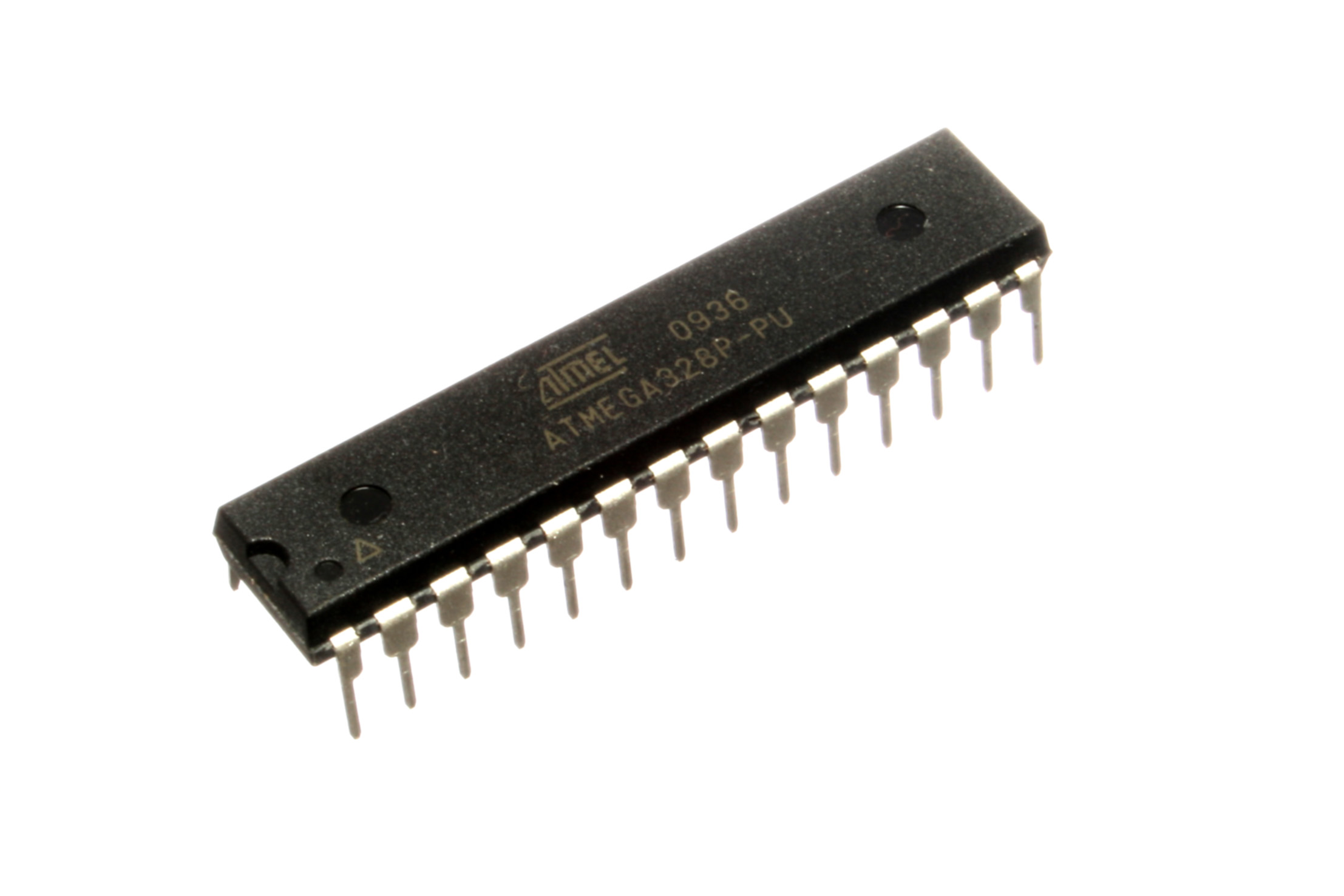
ATmega328 P في حزمة ذات 28 سنًا (DIP -28N). توجد عادة في لوحات آردوينو Arduino.

أتمل إيه في آر أو اختصاراً إيه في آر (أو "إيفي آر") (بالإنجليزية: Atmel AVR)‏ هو أحد أنواع المتحكمات الدقيقة طورته شركة أتمل عام 1996. وهو متحكم دقيق على شريحة واحدة مصمم على بنية هارفارد المعدلة 8-بت ريسك RISC. ويعتبر إيه في آر أحد أكثر المتحكمات الدقيقة انتشاراً وذلك يرجع لعدة أسباب منها رخص ثمنه واستهلاك ضئيل للطاقة وسرعة عالية مما جعله مناسب لتطبيقات الأنظمة المدمجة. كما يتميز إيه في آر بمجتمع كبير من المستخدمين نظراً لاستخدامه في لوحات أردوينو. تتم برمجة هذا المتحكم باستخدام بروتوكول SPI ويتوفر الكثير من المبرمجات مفتوحة المصدر لهذا الغرض أشهرها USBasp وأيضاً توجد العديد من البرمجيات مفتوحة المصدر التي تتولى عملية التواصل مع المتحكم لرفع البرنامج (firmware) عبر المبرمجة وأشهر هذه البرمجيات AVRDUDE.

## نظرة عامة على الجهاز
إن إيفي آر عبارة عن آلة بمعمارية هارفارد المعدلة، حيث يُخزَّن البرنامج والبيانات في أنظمة ذاكرة فعلية منفصلة تظهر في مساحات عناوين مختلفة، ولكن يمكنها قراءة عناصر البيانات من ذاكرة البرنامج باستخدام أوامر برمجية خاصة.